# Morgi (województwo łódzkie)
Morgi – wieś w Polsce położona w województwie łódzkim, w powiecie pabianickim, w gminie Dobroń.
W latach 1975–1998 miejscowość należała administracyjnie do województwa sieradzkiego.
W wakacje do wsi można dostać się z Pabianic za pośrednictwem autobusu linii L dojeżdżającym do Ldzania. Stamtąd należy udać się na pieszą 2-km wędrówkę przez Kolonię Ldzań aż do Morgów. Kilka metrów od zachodniej granicy wsi przepływa rzeka Grabia wypływająca z miejscowości Zimne Wody. 
Jeszcze w 1980 roku większość terenu wsi zajmowały lasy i łąki. Od lat dziewięćdziesiątych intensywnie zwiększa się obszar działek letniskowych.